# Guldhuvad snapper
Guldhuvad snapper (Pristipomoides multidens) är en fisk i familjen Lutjanidae (vars medlemmar ofta kallas snappers) som finns i Indiska oceanen och Stilla havet från Östafrika till Samoa, södra Japan och Australien. 

## Utseende
Den guldhuvade snappern är en fisk med slank men kraftig kropp. Munnen har två tandrader, en yttre med kraftigare, konformade (hörntänderna är förstorade), och en inre med smala, spetsiga tänder. Ryggfenan består av 10 taggstrålar, följda av 11 mjukstrålar. Analfenan har en liknande uppbyggnad med 3 taggstrålar och 8 mjukstrålar. Bröstfenorna är långa, och når analregionen, och stjärtfenan är kluven. Färgen varierar från gulaktig till ljusröd, med omkring 6 oregelbundna, varmgula längsränder på sidorna och 2 varmgula, blåkantade strimmor på vardera sidan av huvudet. Överst på detta har den dessutom 2 varmgula, vinkelformade markeringar med spetsarna riktade framåt. Ryggfenan har gulaktiga streck eller fläckrader. Arten kan bli 90 cm lång, men blir sällan över 50 cm.

## Vanor
Arten är en stimfisk som lever vid hårda bottnar ner till 275 meters djup. Födan består av fisk, räkor, krabbor, hummer, mantisräkor, bläckfiskar, snäckor och manteldjur. Högsta konstaterade ålder är 30 år.

### Fortplantning
Den guldhuvade snappern blir könsmogen vid en längd av 40 till 50 cm. Parningstiden infaller under maj till augusti i Sydkinesiska havet, under hela året vid Samoa (med en topp under december och januari).

## Utbredning
Utbredningsområdet omfattar Indiska oceanen och Stilla havet från Röda havet, Arabiska havet och Östafrika till Samoa, södra Japan och Australien.

## Betydelse för människan
Den guldhuvade snappern anses vara en mycket god matfisk och är föremål för ett kommersiellt fiske, främst med långrev. Den saluföres i regel färsk.